# Железнодорожная Казарма 347 км
Железнодоро́жная Каза́рма 347 км, 347 км — населённый пункт (тип: станция) в Алейском районе Алтайском крае России. Входит в состав Большепанюшевского сельсовета.

## География
Расположен в центральной части края, в лесостепной зоне, при остановочном пункте 347 км Западно-Сибирской железной дороги.
Климат
резко континентальный. Средняя температура января −17,6ºС, июля — + 20ºС. Годовое количество осадков — 440 мм.

## История
Посёлок возник благодаря строительству в 1910-х годах железнодорожной линии Барнаул — Семипалатинск Алтайской железной дороги.

## Население
| 1997 | 1998 | 1999 | 2000 | 2001 | 2002 | 2003 | 2004 | 2005 | 2006 | 2007 | 2008 |
| ---- | ---- | ---- | ---- | ---- | ---- | ---- | ---- | ---- | ---- | ---- | ---- |
| 15   | →15  | ↗16  | →16  | ↘15  | ↘12  | ↗13  | →13  | ↗15  | ↘13  | ↘10  | ↗11  |
| 2009 | 2010 | 2011 | 2012 | 2013 |      |      |      |      |      |      |      |
| ↘9   | ↗13  | ↘10  | ↘8   | ↘2   |      |      |      |      |      |      |      |

Национальный состав
Согласно результатам переписи 2002 года, в национальной структуре населения русские составляли 100 % от 13 чел.

## Инфраструктура
Путевое хозяйство Западно-Сибирской железной дороги.
Все услуги жители остановочного пункта получали в райцентре — Алейске.

## Транспорт
347 км доступен автомобильным и железнодорожным транспортом.
В пешей доступности автодорога «Алейск — Безголосово — а/д К-13» (идентификационный номер 01 ОП МЗ 01Н-0103).
Остановочный пункт 347 км.